# Хвойні ліси помірної зони

Ареал помірного хвойного лісу

Хвойні ліси помірної зони — один з 14 біомів за класифікацією Всесвітнього фонду природи. Зустрічається переважно в місцях з теплим літом і прохолодною зимою, та певним різноманіттям флори. Окремим біомом є тропічні хвойні ліси, зустрічаються у тропічному кліматі.
Ці ліси поширені у прибережних регіонах, які мають м'яку зиму та потужні опади, у внутрішніх регіонах з сухим кліматом та у гірських районах. Види дерев, що зустрічаються у цих лісах: сосна, кедр, ялиця та секвоєві. У підліску трапляється велика кількість трав'яних і чагарникових видів. Помірний хвойний ліс підтримує найвищий рівень біомаси в будь-якій наземній екосистемі і відрізняється величезними деревами у дощових лісах помірної зони..
Конструктивно ці ліси складаються з 2-х ярусів: намету і підліску. Однак деякі ліси можуть мати розвинений чагарниковий ярус. У соснових лісах трав'яний покрив з переважанням злаків і різнотрав'я, ці ліси вигорають під час екологічно зумовлених пожеж. Навпаки, вологі умови дощових лісів помірної зони сприяють домінуванню папоротей і різнотрав'я.
Помірні дощові ліси зустрічаються лише в 7 регіонах світу — Тихоокеанському Північному Заході, Вальдивійські ліси південного заходу Південної Америки, дощові ліси Нової Зеландії та Тасманії, Північно-Східної Атлантики (невеликі, ізольовані ліси Ірландії, Шотландії та Ісландії), південно-західної Японія, а також східного Надчорномор'я).
Лісові біоми, де домінують величезні дерева (наприклад, Sequoiadendron gigantea; Sequoia sempervirens; Eucalyptus regnans), зустрічаються на заході Північної Америки, у південно-західній Південній Америці, а також на південному сході Австралія та півночі Нової Зеландії.

## Екорегіони

### Євразія

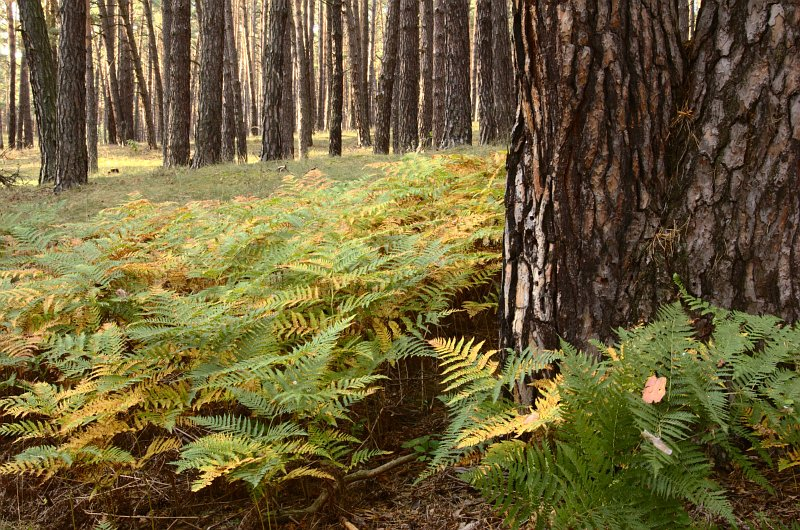
Карпатський гірський хвойний ліс, Словаччина.

| Палеарктичний помірний хвойний ліс                              | Палеарктичний помірний хвойний ліс                       |
| --------------------------------------------------------------- | -------------------------------------------------------- |
| Альпійські хвойні та мішані ліси                                | Австрія, Франція, Німеччина, Італія, Словенія, Швейцарія |
| Алтайський гірський ліс та лісостеп                             | Китай, Казахстан, Монголія, Росія                        |
| Каледонський ліс                                                | Велика Британія                                          |
| Карпатські хвойні гірські ліси                                  | Чехія, Польща, Румунія, Словаччина, Україна              |
| Хвойні ліси Великого Хінгану та гір Джагди                      | Китай, Росія                                             |
| Східноафганські гірські хвойні ліси                             | Афганістан, Пакистан                                     |
| Лісостеп Ельбурсу                                               | Іран                                                     |
| Алашанський гірський хвойний ліс                                | Китай                                                    |
| Субальпійські хвойні ліси Гендуаншаню                           | Китай                                                    |
| Гірські хвойні ліси Хоккайдо                                    | Японія                                                   |
| Альпійські хвойні ліси Хонсю                                    | Японія                                                   |
| Хвойні ліси Хангайських гір                                     | Монголія                                                 |
| Середземноморські хвойні та мішані ліси                         | Алжир, Марокко, Іспанія, Туніс                           |
| Субальпійські хвойні ліси Північно-Східних Гімалаїв             | Китай, Індія, Бутан                                      |
| Хвойні та листяні ліси Північної Анатолії                       | Туреччина                                                |
| Альпійські хвойні та мішані ліси ущелин Нуцзяну та Ланьцанцзяну | Китай                                                    |
| Ціляньшанський гірський хвойний ліс                             | Китай                                                    |
| Хвойні ліси Цюнлайшаню та Міньшаню                              | Китай                                                    |
| Гірські хвойні ліси Саян                                        | Монголія, Росія                                          |
| Скандинавські прибережні хвойні ліси                            | Норвегія                                                 |
| Тянь-Шанський гірський хвойний ліс                              | Китай, Казахстан, Киргизстан, Таджикистан, Узбекистан    |

#### Індійський субконтинент

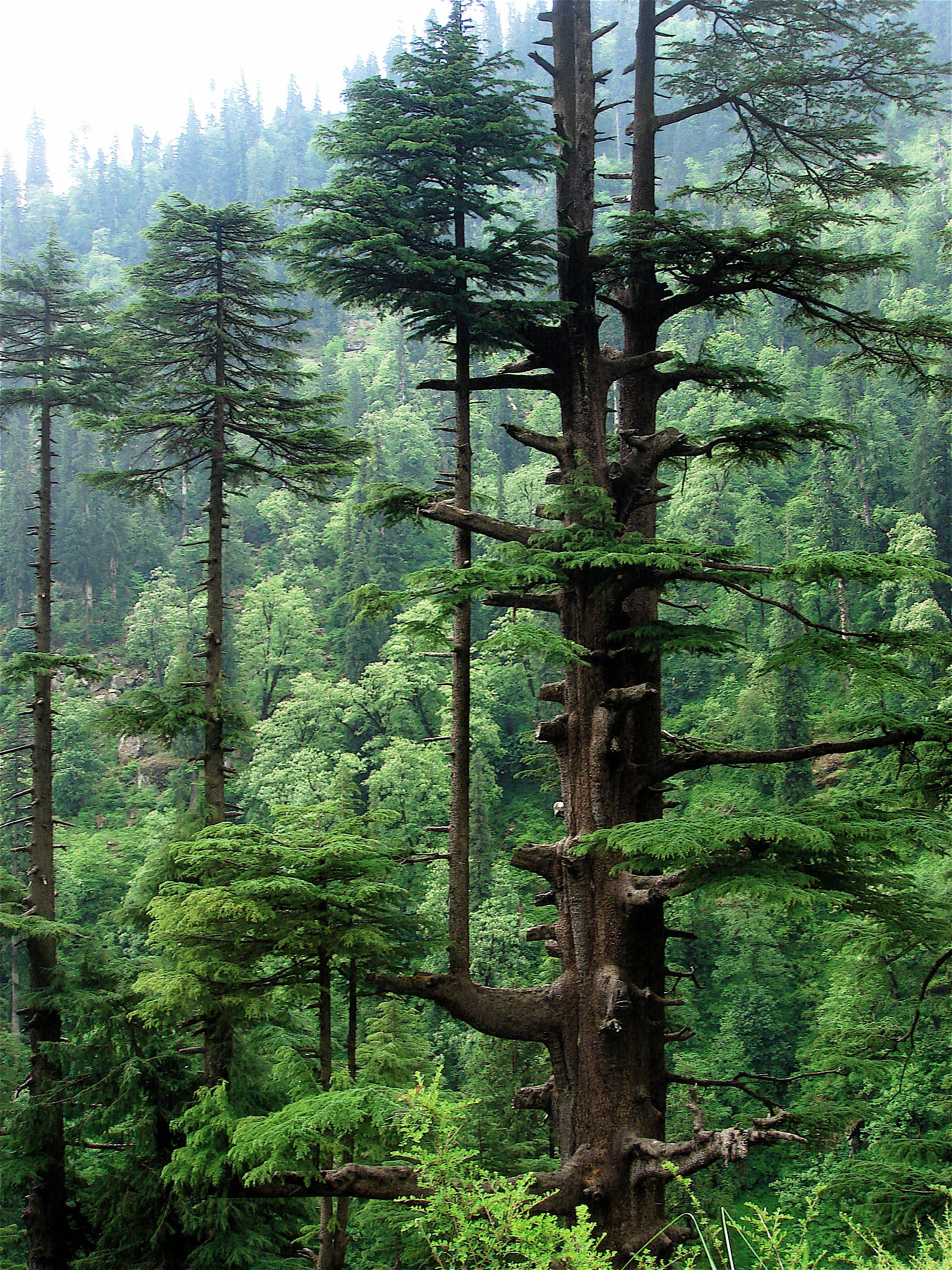
Cedrus deodara у Західних Гімалаях.

| Індомалайський помірний хвойний ліс          | Індомалайський помірний хвойний ліс |
| -------------------------------------------- | ----------------------------------- |
| Східногімалайські субальпійські хвойні ліси  | Бутан, Індія, Непал                 |
| Західногімалайські субальпійські хвойні ліси | Індія, Непал, Пакистан              |

### Північна Америка

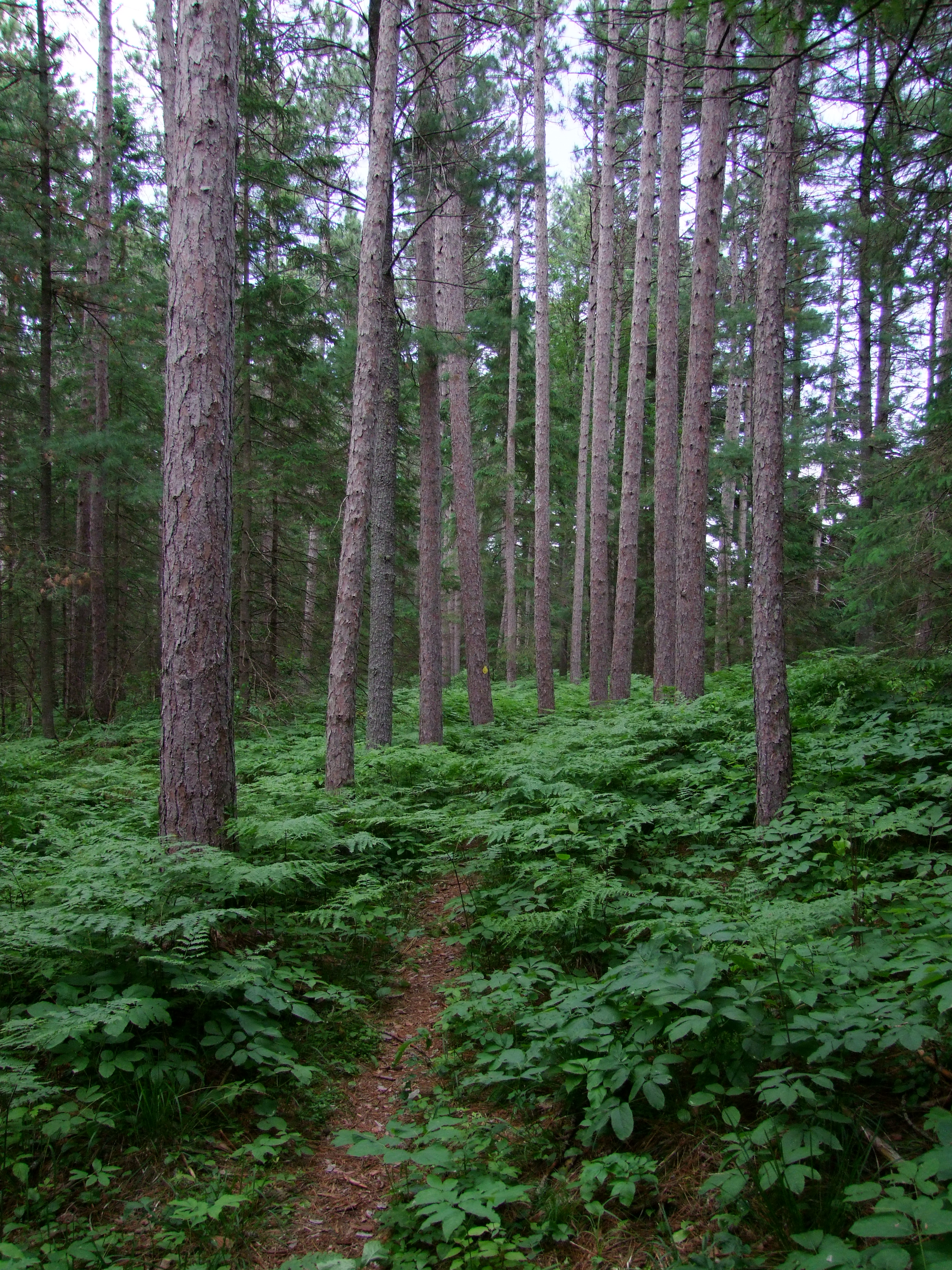
Екосистема помірного хвойного лісу у Петроглифський провінційний парк, Онтаріо.

| Неарктичний помірний хвойний ліс                  | Неарктичний помірний хвойний ліс |
| ------------------------------------------------- | -------------------------------- |
| Гірські ліси Альберти                             | Канада                           |
| Ліси передгір'їв Альберти та Британської Колумбії | Канада                           |
| Гірські ліси Аризони                              | США                              |
| Соснові бори атлантичного узбережжя               | США                              |
| Ліси Блакитних гір                                | США                              |
| Прибережні ліси материкової Британської Колумбії  | Канада, США                      |
| Підвітряні ліси Каскадних гір                     | Канада, США                      |
| Ліси Центральних та Південних Каскадних гір       | США                              |
| Гірські ліси Центральної Британської Колумбії     | Канада                           |
| Центрально-Тихоокеанські прибережні ліси          | Канада, США                      |
| Ліси Скелястих гір Колорадо                       | США                              |
| Ліси сходу Каскадних гір                          | Канада, США                      |
| Хвойні ліси Фрейзерського плато та басейну        | Канада                           |
| Гірські ліси Великого Басейну                     | США                              |
| Ліси Кламату та Сіскію                            | США                              |
| Прибережні хвойні ліси Берегового хребта          | США                              |
| Прибережні ліси Середньоатлантичних Штатів        | США                              |
| Ліси півночі Центральних Скелястих гір            | Канада, США                      |
| Прибережні ліси Північної Каліфорнії              | США                              |
| Північно-Тихоокеанські прибережні ліси            | Канада, США                      |
| Північні перехідні альпійські ліси                | Канада                           |
| Сухі ліси Оканагану                               | Канада, США                      |
| Ліси Пайні-Вудсу                                  | США                              |
| Низинні ліси П'юджету                             | Канада, США                      |
| Хвойні ліси Хайда-Гваї                            | Канада                           |
| Ліси Сьєрра-Невади                                | США                              |
| Ліси півдня Центральних Скелястих гір             | США                              |
| Хвойні ліси південного сходу США                  | США                              |
| Гірські ліси Восатчу та Юїнти                     | США                              |
| Сьєрра-де-Манантлан (заповідник)                  | Мексика                          |
| Біосферний заповідник метелика Монарх             | Мексика                          |

### Південна Америка

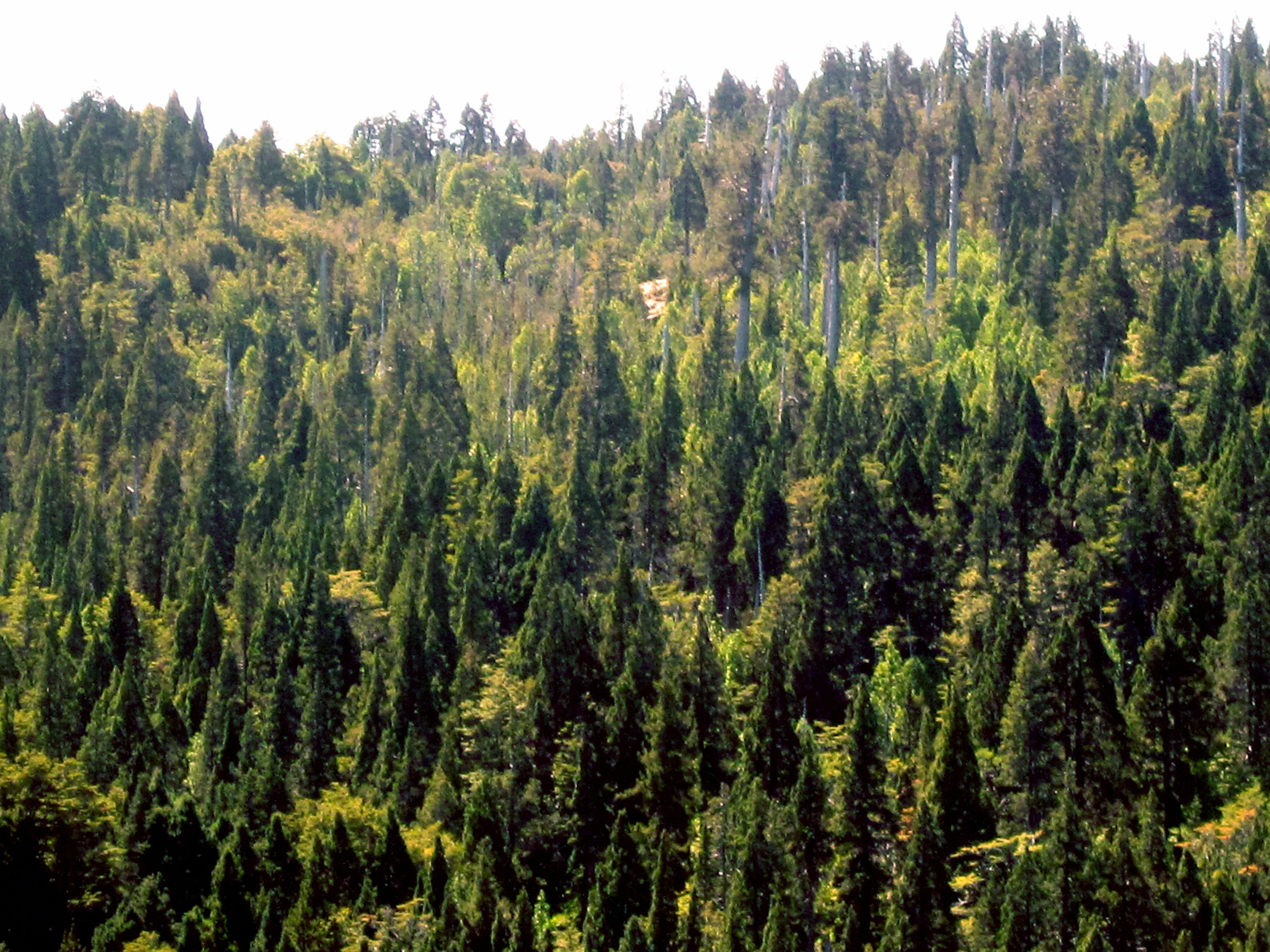
Fitzroya forest at Alerce Costero National Park, Chile.

| Неотропічний помірний хвойний ліс | Неотропічний помірний хвойний ліс |
| --------------------------------- | --------------------------------- |
| Араукарієві гірські ліси          | Аргентина, Чилі                   |
| Австроцедрусові ліси              | Аргентина, Чилі                   |
| Фіцроянські ліси                  | Аргентина, Чилі                   |
| Араукарієвий ліс                  | Бразилія, Аргентина               |